# Ван Мёйен, Эстер
Эстер ван Мёйен (род. 4 января 1992 года) — нидерландская шашистка, серебряный призёр чемпионата Нидерландов 2018 года. Входит в сборную Нидерландов по шашкам. FMJD-Id: 15700.
Участница европейских чемпионатов по международным шашкам.
Выступает за клуб WSDV Wageningen.